# USS Tucker (DD-374)
DD 374 Tucker (Корабль соединённых штатов Такер) — американский эсминец типа «Мэхэн».
Заложен на верфи Norfolk Navy Yard 15 августа 1934 года. Спущен 26 февраля 1936 года, вступил в строй 23 июля 1936 года.
3 августа 1942 года подорвался на американских минах в проливе Сегонд-Ченнел близ острова Эспириту-Санто, Новые Гебриды и затонул 4 августа 1942.

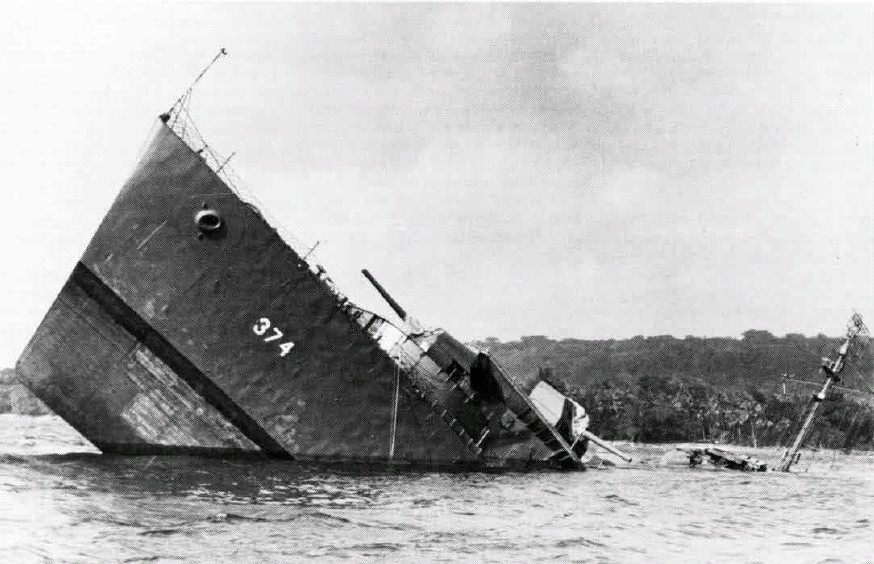
USS Tucker (DD-374)

Из ВМС США исключён 22 декабря 1944 года.